# Дева Маде Бератха
Де́ва Маде́ Бера́тха (индон. Dewa Made Beratha; род. 12 июля 1941, Гианьяр, Бали) — индонезийский государственный деятель. Губернатор Бали с 1998 по 2008 год.

## Биография
Дева Маде Бератха родился в округе Гианьяр, на острове Бали в 1941 году. Учился на социально-политическом факультете Университета Гаджа Мада. Свою карьеру он начал в 1967 году в качестве секретаря в администрации округа Бангли. 
С 1968 по 1970 год исполнял обязанности главы округа Бангли. В 1970 году он одновременно был избран членом провинциального совета народных представителей и вошёл в состав администрации провинции Бали, где и провёл следующие 28 лет. В 1998 году он был избран на свой первый срок в качестве губернатора Бали, а в 2003 году был переизбран на второй срок.